# Бильё
Бильё (фр. Bilieu) — коммуна во Франции, находится в регионе Рона — Альпы. Департамент коммуны — Изер. Входит в состав кантона Вирьё. Округ коммуны — ла-Тур-дю-Пен.
Код INSEE коммуны — 38043. Население коммуны на 2006 год составляло 931 человек. Населённый пункт находится на высоте от 488 до 810 метров над уровнем моря. Муниципалитет расположен на расстоянии около 450 км юго-восточнее Парижа, 65 км юго-восточнее Лиона, 33 км северо-западнее Гренобля. Мэр коммуны — Jacques Mercatello, мандат действует на протяжении 2008—2014 гг.
Динамика населения (INSEE):